# Eleutherodactylus erythroproctus
Eleutherodactylus erythroproctus är en groddjursart som beskrevs av Schwartz 1960. Eleutherodactylus erythroproctus ingår i släktet Eleutherodactylus och familjen Eleutherodactylidae. Inga underarter finns listade i Catalogue of Life.